# The Capital
The Capital je deník vycházející ve městě Annapolis v Marylandu ve Spojených státech amerických. Vydáván je od roku 1884, prvních téměř 100 let nesl název Evening Capital. Název byl v roce 1981 zkrácen na The Capital. Od roku 2014 patří do skupiny The Baltimore Sun Media Group.

## Atentát na deník
V roce 2018 došlo k atentátu v redakci novin, kdy osmatřicetiletý Jarrod Ramos zastřelil v redakci pět lidí. Stalo se tak na základě toho, že o něm jeden z novinářů napsal, jak na internetu obtěžoval nejmenovanou ženu a posílal jí vulgární vzkazy. Ramos nejprve redakci v roce 2012 neúspěšně žaloval, následně vyhrožoval na sociálních sítích a 28. června 2018 zaútočil.